# (500594) 2012 UP106
(500594) 2012 UP106 es un asteroide perteneciente al cinturón de asteroides descubierto el 19 de septiembre de 2012 por el equipo del Mount Lemmon Survey desde el Observatorio del Monte Lemmon, Arizona, Estados Unidos.

## Designación y nombre
Designado provisionalmente como 2012 UP106.

## Características orbitales
2012 UP106 está situado a una distancia media del Sol de 3,002 ua, pudiendo alejarse hasta 3,345 ua y acercarse hasta 2,660 ua. Su excentricidad es 0,114 y la inclinación orbital 20,46 grados. Emplea 1900,66 días en completar una órbita alrededor del Sol.

## Características físicas
La magnitud absoluta de 2012 UP106 es 16,4. 